# Bixr ibn Dàwud ibn Yazid al-Muhal·labí
Bixr ibn Dàwud ibn Yazid al-Muhal·labí fou un membre de la família dels muhallàbides, fill de Dàwud ibn Yazid ibn Hàtim al-Muhal·labí, al que va succeir com a governador del Sind el 821 (havia exercit més de 20 anys).
Per ser reconegut el califa al-Mamun li va exigir un pagament d'un milió de dinars a l'any, i ho va acceptar i va pagar durant uns anys però finalment va deixar de pagar segurament per no poder més que per no voler, ja que la situació financera de la província apareix després en mal estat, i fou considerat rebel i revocat el 831. El nou governador Ghassan ibn Abbad (que abans havia estat governador del Khurasan) li va garantir la seguretat.